# The Mediator
Pour les articles homonymes, voir Mediator.
The Mediator est un film muet américain réalisé par Otis Turner et sorti en 1916.

## Fiche technique
- Réalisation : Otis Turner
- Scénario : Otis Turner, Ethel Weber, d'après un roman de Roy Norton
- Chef-opérateur : Devereaux Jennings
- Date de sortie :
  - États-Unis : 13 novembre 1916

## Distribution
- George Walsh : Lish Henley
- Juanita Hansen : Maggie
- James A. Marcus : Big Bill
- Lee Willard : Bill Higgins
- Pearl Elmore : Martha Higgins
- Sedley Brown : Channel Smith
- J. Gordon Russell